# Vitznau
Vitznau (toponimo tedesco) è un comune svizzero di 1 461 abitanti del Canton Lucerna, nel distretto di Lucerna Campagna.

## Geografia fisica

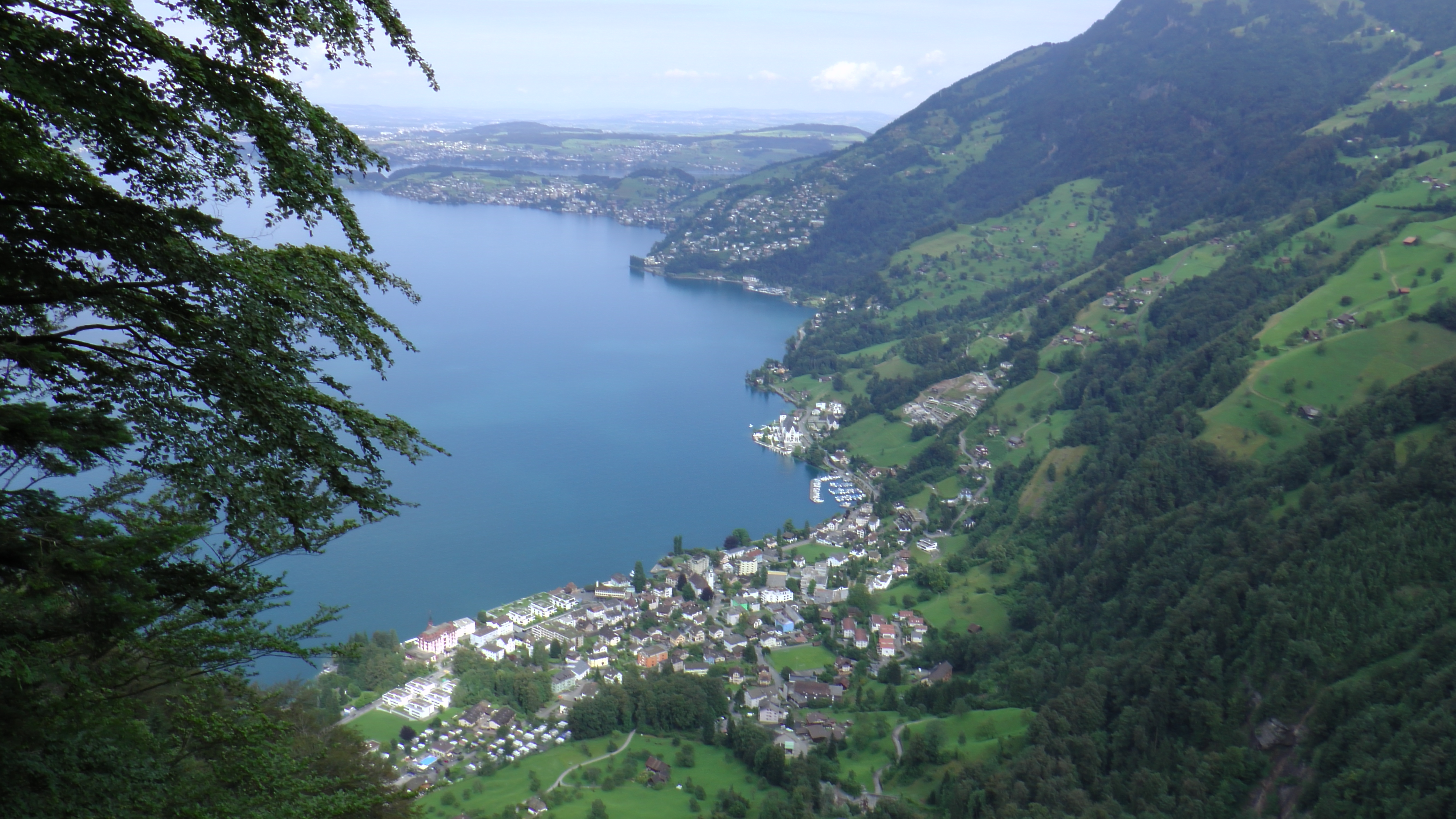
Vitznau e il lago dei Quattro Cantoni

Vitznau si trova sulla sponda settentrionale del lago dei Quattro Cantoni, alle pendici del monte Rigi.

## Monumenti e luoghi d'interesse
- Chiesa parrocchiale cattolica di San Gerolamo, attestata dal 1478, ristrutturata nel 1505 circa e ricostruita nel 1839-1843[3];
- Chiesa riformata di San Marco, eretta nel 1904[3].

## Società

### Evoluzione demografica
L'evoluzione demografica è riportata nella seguente tabella:
Abitanti censiti

## Cultura
Vitznau è citato nel romanzo Tartarino sulle Alpi di Alphonse Daudet, che ironizza sulla presenza della ferrovia accanto al cimitero.

## Economia
L'economia locale si basa prevalentemente sul settore secondario (cantieristica navale) e sul turismo.

## Infrastrutture e trasporti
La stazione di Vitznau è il capolinea della ferrovia Vitznau-Rigi, aperta nel 1871: prima ferrovia a cremagliera costruita in Europa, unisce il paese alla sommità del monte Rigi attraversando, nel territorio comunale di Vitznau, le stazioni di Mittelschwanden e di Grubisbalm.